# Isotipo (inmunología)

Algunos anticuerpos forman complejos que se unen a múltiples moléculas de antígeno.

En inmunología, el isotipo de inmunoglobulina (Ig) está codificado por los segmentos de región constante del gen de la inmunoglobulina que forman la porción Fc (fragmento cristalizable) de un anticuerpo y la porción inferior del fragmento de unión a antígeno (Fab). La expresión de un isotipo específico determina la función de un anticuerpo a través de la unión específica a los distintos receptores Fc en diferentes células efectoras inmunes. La expresión de isotipos refleja la etapa de maduración de una célula B. Las células B naive expresan isotipos de IgM e IgD con genes variables no mutados, que se producen a partir de la misma transcripción inicial después del empalme alternativo. La expresión de otros isotipos de anticuerpos (IgD, IgM IgG1-4, IgA1-2 e IgE), se produce a través de un proceso de recombinación de cambio de clase (CSR, del inglés class-switch recombination) después de la exposición al antígeno. El cambio de clase está mediado por la enzima citidina deaminasa inducida por activación (AID, del inglés activation-induced cytidine deaminase) y solo se produce después de que los linfocitos B se unan a un antígeno a través de su receptor de célula B, y se activan aún más a través de la interacción con un linfocito T cooperador.
Los anticuerpos de diferentes clases difieren en su ubicación alrededor del cuerpo, aparecen en diferentes etapas de una respuesta inmune adaptativa, y a menudo se especializan para responder predominantemente a tipos específicos de antígenos mediante la participación de distintos factores solubles o células efectoras inmunes. El mecanismo biológico que cambia la producción de isotipo de una célula B de un tipo a otro se llama cambio de isotipo. 
En humanos, hay cinco isotipos de cadena pesada: 
- α - IgA
- δ - IgD
- γ - IgG
- ε - IgE
- μ - IgM

La IgM se expresa primero como un monómero en la superficie de las células B inmaduras. Tras la estimulación antigénica, las células IgM+ B secretan anticuerpos IgM pentaméricos formados por cinco monómeros de Ig unidos por enlaces disulfuro. El pentámero también contiene una cadena J de polipéptidos, que une dos de los monómeros y facilita la secreción en las superficies mucosas. La estructura pentamérica de los anticuerpos IgM los hace eficientes en la unión de antígenos con epítopos repetitivos (por ejemplo, la cápsula bacteriana o la cápside viral) y activación de la cascada de activación del sistema del complemento. Como los anticuerpos IgM se expresan temprano en una respuesta de células B, rara vez están altamente mutados y tienen una amplia reactividad antigénica, proporcionando así una respuesta temprana a una amplia gama de antígenos sin la necesidad de ayuda de linfocitos T.
Los isotipos de IgD se expresan en las células B naive cuando salen de la médula ósea y migran a los órganos linfoides secundarios. Los niveles de expresión superficial del isotipo IgD se han asociado con diferencias en el estado de activación de las células B, pero su papel en el plasma no se conoce bien.
Los isotipos de anticuerpos IgG, IgE e IgA se generan después del cambio de clase durante la reacción del centro germinal y proporcionan diferentes funciones efectoras en respuesta a antígenos específicos. La IgG es la clase de anticuerpos más abundante en el plasma y se divide en cuatro subclases según las diferencias en la estructura de los genes de la región constante (Fc) y la capacidad de desencadenar diferentes funciones efectoras. A pesar de la alta similitud de secuencia (90 % idéntico en sus aminoácidos), cada subclase tiene una vida media diferente, un perfil único de unión a antígeno y una capacidad distinta para la activación del complemento. Los anticuerpos IgG1 son la clase de IgG más abundante y dominan las respuestas a los antígenos proteicos. Los fallos en la producción de IgG1 se observan en algunos casos de inmunodeficiencia y se asocia con infecciones recurrentes. Las respuestas de IgG a los antígenos del polisacárido capsular bacteriano están mediadas principalmente a través de la subclase IgG2, y las deficiencias en esta resultan en susceptibilidad a ciertas especies bacterianas. La IgG2 representa la subclase de anticuerpos principal que reacciona a los antígenos de glucano, pero también se han observado subclases de IgG1 e IgG3 en tales respuestas, particularmente en el caso de conjugados de proteína-glucano.
La IgG3 es un activador eficiente de respuestas proinflamatorias al desencadenar la vía clásica del complemento. Tiene la vida media más corta en comparación con las otras subclases de IgG y con frecuencia está presente junto con IgG1 en respuesta a antígenos proteicos después de infecciones virales. La IgG4 es la subclase de IgG menos abundante en el suero y a menudo se genera después de la exposición repetida al mismo antígeno o durante infecciones persistentes. 
Los anticuerpos IgA se secretan en el tracto respiratorio o intestinal y actúan como los principales mediadores de la inmunidad de la mucosa. Son monoméricos en el suero, pero aparecen como un dímero denominado IgA secretora (sIgA) en las superficies mucosas. La IgA secretora está asociada con una cadena J y otra cadena polipeptídica llamada componente secretor. Los anticuerpos IgA se dividen en dos subclases que difieren en el tamaño de su región bisagra. La IgA1 tiene una región de bisagra más larga que aumenta su sensibilidad a las proteasas bacterianas. Por lo tanto, esta subclase domina la IgA sérica, mientras que la IgA2 se encuentra predominantemente en las secreciones de la mucosa. La fijación del complemento por IgA no es un mecanismo efector principal en la superficie de la mucosa, pero el receptor de IgA se expresa en neutrófilos que pueden activarse para mediar la citotoxicidad celular dependiente de anticuerpos. También se ha demostrado que la IgA secretora potencia la respuesta inmune en el tejido intestinal mediante la absorción de antígeno junto con el anticuerpo unido por las células dendríticas.
Los anticuerpos IgE están presentes en las concentraciones más bajas en la sangre periférica, pero constituyen la principal clase de anticuerpos en las respuestas alérgicas a través del compromiso de los mastocitos, los eosinófilos y las células de Langerhans. Las respuestas a helmintos específicos también se caracterizan con niveles elevados de anticuerpos IgE.